# Heinz Wiese (Politiker, 1945)

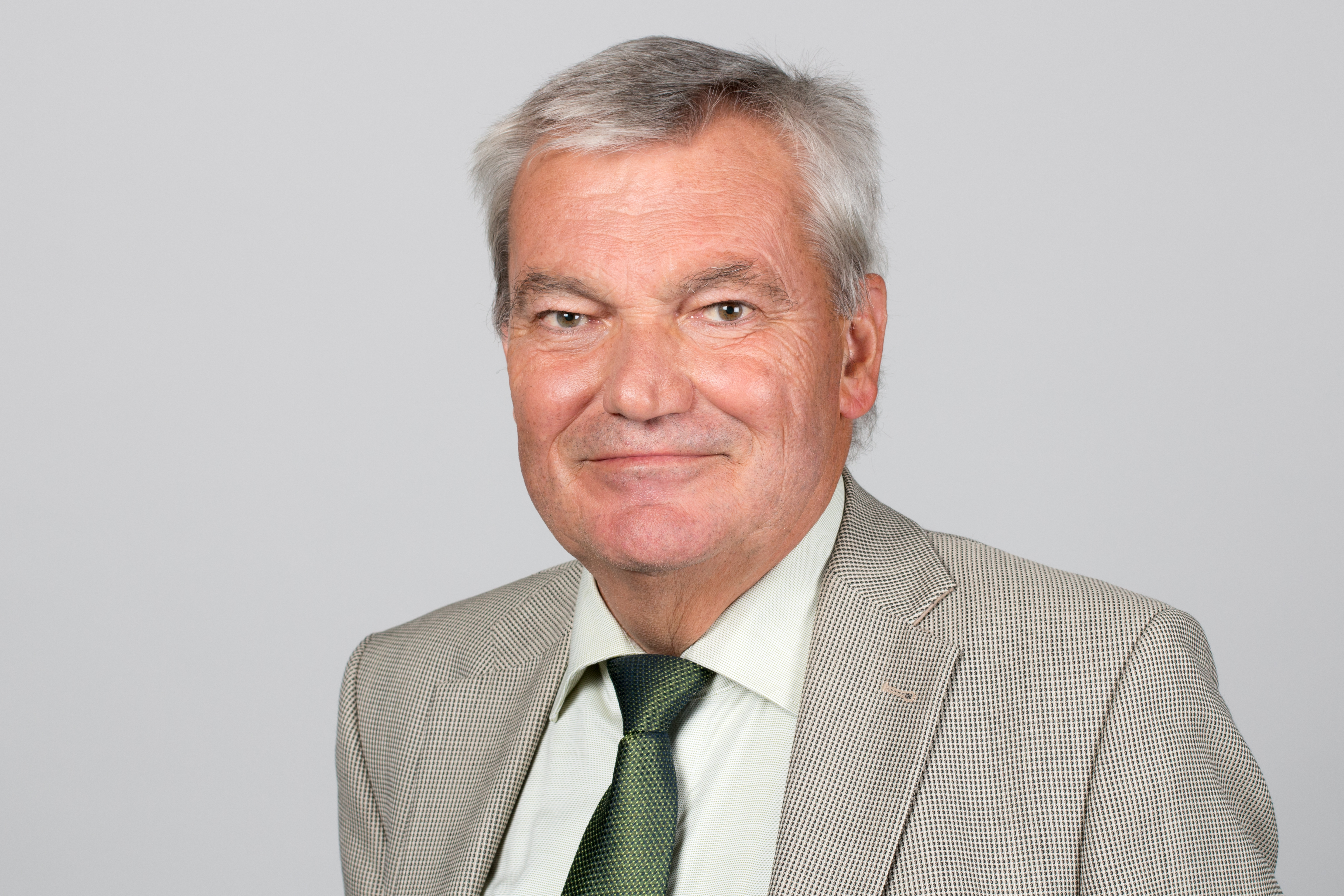
Heinz Wiese (2014)

Heinz Wiese (* 3. April 1945 im Ehinger Stadtteil Berkach) ist ein deutscher Politiker (CDU).

## Leben
Nach dem Abitur 1964 am Gymnasium Ehingen studierte Wiese an der Pädagogischen Hochschule Weingarten. Von 1966 bis 1998 war er Lehrer an verschiedenen Schulen, davon 1966 bis 1976 in der Piuspflege Oggelbeuren, einem Heim für erziehungsschwierige Kinder und Jugendliche, von 1976 bis 1986 an der Sonderschule für Lernbehinderte in Blaubeuren und von 1986 bis 1988 in Munderkingen sowie 1988 bis 1998 an der Förderschule Erbach.

## Partei und Politik
Nachdem er von 1965 bis 1966 stellvertretender Vorsitzender des RCDS Weingarten war, wurde er 1966 Vorsitzender der Jungen Union Ehingen/Donau (bis 1979). Von 1973 bis 1981 war er Bezirksvorsitzender der JU Württemberg-Hohenzollern und Mitglied im Landesvorstand der JU Baden-Württemberg. Von 1979 bis 1981 war er Mitglied im Deutschlandrat der JU.
1967 schloss sich Wiese der CDU und der CDA an. 1986 wurde er Vorsitzender der CDU Ehingen. Seit 1971 ist er Mitglied des Stadtrats der Großen Kreisstadt Ehingen und von 1994 bis 2009 war er ehrenamtlicher Stellvertreter des Oberbürgermeisters. Wiese war von 1978 bis 2019 Mitglied im Kreistag des Alb-Donau-Kreises. Von 1998 bis 2002 saß Wiese im Deutschen Bundestag. Bei der Bundestagswahl 2013 zog er über die baden-württembergische Landesliste wieder in den Bundestag ein. Für die Bundestagswahl 2017 nominierte ihn seine Partei nicht wieder.